# Ahmići
Ahmići är en ort i Bosnien och Hercegovina.   Den ligger i entiteten Federationen Bosnien och Hercegovina, i den centrala delen av landet, 50 kilometer nordväst om huvudstaden Sarajevo. Ahmići ligger 481 meter över havet och antalet invånare är 466.
Terrängen runt Ahmići är huvudsakligen kuperad, men söderut är den bergig.  Runt Ahmići är det ganska tätbefolkat, med 93 invånare per kvadratkilometer.. Närmaste större samhälle är Zenica, 7,4 kilometer nordost om Ahmići. 
Omgivningarna runt Ahmići är en mosaik av jordbruksmark och naturlig växtlighet.